# Steffen Ziesche
Steffen Ziesche (* 2. Mai 1972 in Ost-Berlin) ist ein ehemaliger deutscher Eishockeyspieler (Stürmer), der seit seinem Karriereende als Eishockeytrainer und -funktionär arbeitet. Sein Vater Joachim Ziesche war ein bekannter Eishockeyspieler und -trainer der DDR.

## Karriere

### Als Spieler
Steffen Ziesches Karriere begann 1989 beim SC Dynamo Berlin in der DDR-Oberliga. Bei der U18-Europameisterschaft 1990 wurde er als bester Stürmer des C-Gruppe ausgezeichnet. Als Sohn von DDR-Eishockeylegende Joachim Ziesche spielte er vier Jahre bei Dynamo und dem Nachfolgeverein Eisbären Berlin, ehe er 1994 bei Gründung der DEL zu den Frankfurt Lions wechselte.
Im Sommer 1996 erhielt er bei den Lions keinen neuen Vertrag mehr und wechselte zu den Cardiff Devils in die Ice Hockey Superleague. Aufgrund der dort gezeigten Leistungen mit acht Toren und 16 Assists aus 20 Spielen verpflichtete ihn der EV Duisburg im Dezember des gleichen Jahres. In Duisburg entwickelte er sich zum verlässlichen Torschützen und Passgeber und erzielte in der Bundesliga-Qualifikation 1997/98 in 20 Partien 32 Scorerpunkte. Im Sommer 1998 wechselte er innerhalb der 2. Bundesliga zum Braunlager EHC/Harz. Zwischen 1999 und 2001 spielte er für die Erding Jets und erreichte mit diesen am Saisonende 1999/2000 den Aufstieg in die zweite Bundesliga.
2001 kehrte Ziesche in die DEL zurück. Bei den Krefeld Pinguinen spielte Ziesche vier Jahre als verlässlicher Arbeiter in den hinteren Reihen des Kaders. Den sportlichen Höhepunkt seiner Karriere erlebte Ziesche in der Saison 2002/03, als er mit den Pinguinen Deutscher Meister wurde. Besondere Anerkennung erlangte Ziesche, als er im letzten Finalspiel der Play-offs wenige Sekunden vor Schluss per Fernschuss ins leere Tor das 3:1 für die Krefeld Pinguine erzielte.
Zwei Jahre später wechselte der mittlerweile 33-Jährige zu den Kassel Huskies. Dort spielte er neben Tobias Abstreiter und Martin Sychra in der zweiten Reihe und war auf dem Weg, seine bis dahin punktbeste DEL-Saison zu spielen. Doch nach 35 Spielen war Ziesche gezwungen, seine Karriere auf Grund eines Kreuzbandrisses zu beenden.

### Als Trainer und Funktionär
Ziesche lebt heute mit seiner Familie in Berlin-Weißensee und war nach seinem Karriereende zunächst Sportdirektor der Eisbären Juniors Berlin.
Von Mitte Februar 2009 bis Juni 2010 war er als Sportmanager bei den Dresdner Eislöwen beschäftigt.
Im November 2010 übernahm er das Traineramt bei den Eispiraten Crimmitschau, bevor er im April 2011 nach Berlin zurückkehrte. Dort war er bis 2017 sportlicher Leiter und DNL-Trainer der Eisbären Juniors Berlin, von 2017 bis 2019 war er Assistenztrainer der Profimannschaft der Eisbären. Zwischen Mai 2019 und Juni 2021 war er Cheftrainer der deutschen U18-Nationalmannschaft.
Zwischen November 2021 und Mai 2022 war Ziesche Co-Trainer bei den Schwenninger Wild Wings.